# Tatjana Wiktorowna Schewzowa

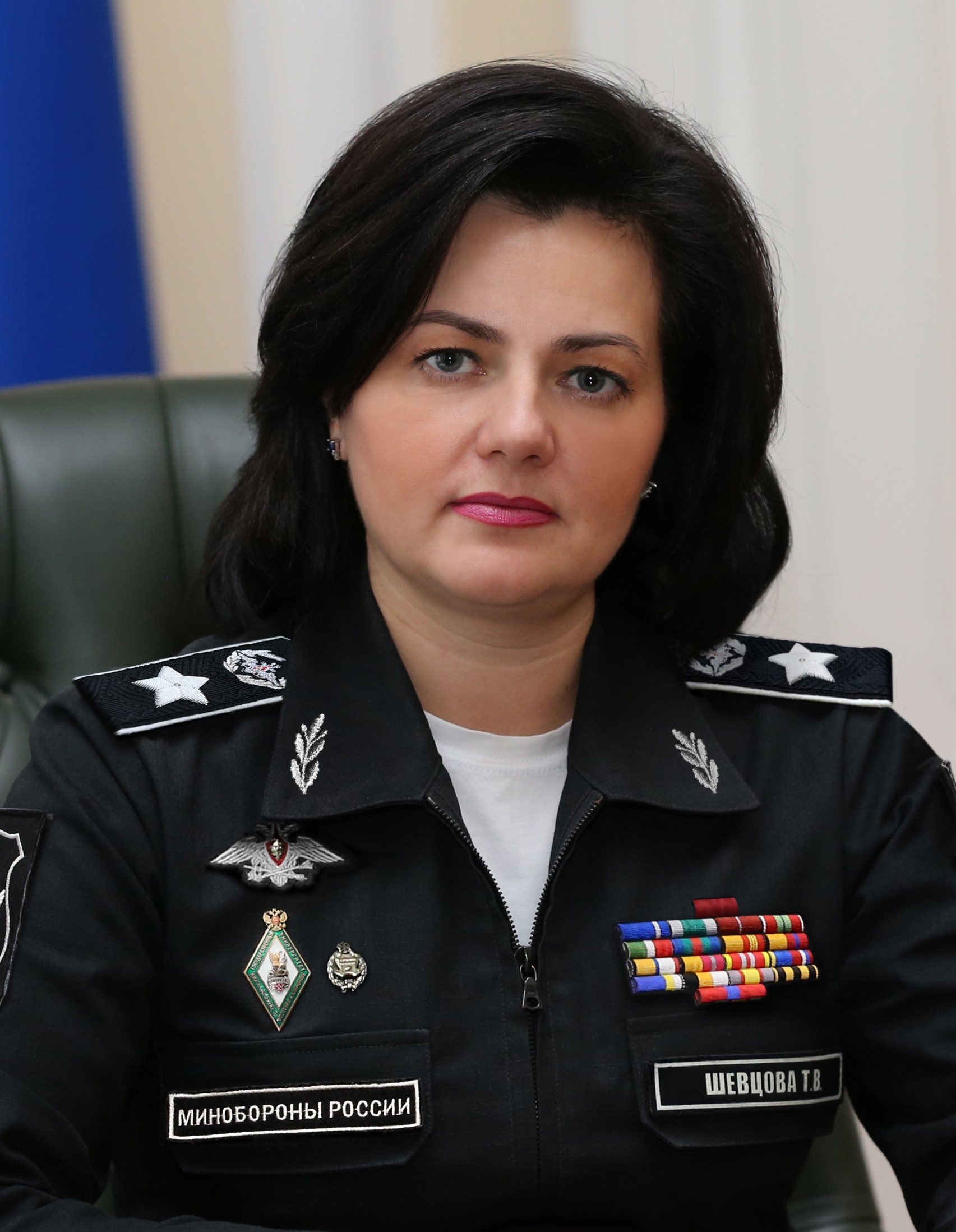
Tatjana Schewzowa (2013)

Tatjana Wiktorowna Schewzowa (russisch Татьяна Викторовна Шевцова; * 22. Juli 1969 in Koselsk, Oblast Kaluga, Russische SFSR, Sowjetunion) ist eine russische Politikerin und war von 2010 bis 2024 stellvertretende Verteidigungsministerin der Russischen Föderation.

## Leben
Schewzowas Vater war Militärangehöriger. 1991 absolvierte sie das Leningrader Institut für Wirtschaft und Finanzen „N.A. Wosnessenski“. Anschließend arbeitete sie bei den Steuerorganen Sankt Petersburgs und begann ihre Karriere als Steuerinspekteurin im Stadtbezirk „Zentralny“. Von November 2004 bis Mai 2010 war sie stellvertretende Leiterin des Föderalen Steuerdienstes Russlands. Sie beaufsichtigte die Kontrollarbeit sowie überregionale Inspektionen bei den größten Steuerzahlern. Im Mai 2010 wurde sie als Beraterin beim Verteidigungsministerium und am 6. August 2010 auf Präsidentenerlass als stellvertretende Verteidigungsministerin der Russischen Föderation eingesetzt.
Schewzowa ist Doktorin der Ökonomie. 2006 wurde sie mit dem Ehrentitel „Verdiente Ökonomin der Russischen Föderation“ ausgezeichnet. 2011 wurde ihr der Rang des Wirklichen Staatsrats 1. Klasse der Russischen Föderation verliehen.
Sie ist verheiratet und Mutter zweier Söhne.
Laut Wirtschaftsmagazin Forbes gehörte Schewzowa 2013 zu den zwanzig reichsten Silowiki Russlands.
Am 17. Juni 2024 wurde sie von ihrem Amt als stellvertretende Verteidigungsministerin der Russischen Föderation (gleichzeitig mit Staatssekretär Nikolai Alexandrowitsch Pankow, Armeegeneral Pawel Anatoljewitsch Popow und dem Ersten Stellvertretenden Verteidigungsminister Ruslan Chadschismelowitsch Zalikow) entbunden.

## Auszeichnungen
- Orden der Ehre (2007)
- Orden der Freundschaft
- Orden des Prälaten Nikolai Tschudotworez